# Bornmeer (Friesland)
Bornmeer is de naam van een stuk grasland tussen de dorpen Wanswerd en Birdaard in Friesland. De naam is mogelijk van de gelijknamige hoeve in het gebied overgegaan op het veld. De naam verwijst wellicht naar de ligging van het erf in een meer of polder aan de Bordine of Middelzee. De veldnaam Bornmeer leeft voort als die van een nieuwbouwplan in Birdaard, en in de naam van de Leeuwarder uitgeverij Bornmeer.